# Пашевич, Игорь Петрович
Игорь Петрович Пашевич (родился 8 декабря 1991 года) — белорусский гребец (академическая гребля).

## Биография
Первые международные старты Николая относятся к 2009 году, когда он принял участие в юниорском чемпионате мира во Франции, где занял 9-е место в классе JM2-.
В 2014 году дебютировал на чемпионате Европы. На чемпионате Европы 2015 года - бронза в классе M4-.
На чемпионатах мира и Олимпийских играх не выступал.
Мастер спорта международного класса Республики Беларусь.
Представляет Мозырьскую СДЮШОР по гребным видам спорта.